# António Zambujo
António Zambujo (Beja, Portugal, 19 september 1975) is een Portugees zanger en songwriter. Zambujo combineert in zijn muziek fado met andere stijlen als cante alentejano, bossa nova en jazz, met invloeden van onder andere Amália Rodrigues, João Gilberto, Caetano Veloso en Chet Baker.

## Biografie
Zambujo werd geboren in Beja in Alentejo, een streek in het zuiden van Portugal. Hij groeide op met cante alentejano, traditionele muziek uit Alentejo. Als tiener leerde hij de fado van Amália Rodrigues kennen. Zambujo verhuisde naar Lissabon waar hij enige tijd de echtgenoot van Amália speelde in een musical. Op zijn eerste albums, met name Por meu Cante (2004) combineerde hij fado met cante alentejano. Op latere albums ging hij meer met Braziliaanse invloeden werken.

## Samenwerking met andere artiesten
In 2012 zong Zambujo mee op het album Amorágio van Ivan Lins.
In 2016 nam hij een album op met songs van Chico Buarque. Chico Buarque, Carminho en Roberta Sá zongen mee op dit album.
In 2021 werkte hij mee aan het album Sunset in The Blue van Melody Gardot.

## Ontvangst
De albums en optredens van António Zambujo werden positief besproken door onder andere Songlines, de Volkskrant, Jazzism en Allmusic. Zambujo wordt geprezen om zijn unieke stijl. Hij weet de emotie van de fado over te brengen, maar in een zachte, subtiele en kwetsbare stijl, en zonder drama, bombast of forse uithalen.
Mixedworldmusic.com schreef over Zambujo: "Zijn lichte, flexibele stem en kwetsbare manier van zingen kunnen je diep ontroeren – misschien komt dat door de directheid, de eerlijkheid die aan de basis ligt van zijn stijl."
In 2010 werd Zambujo's Guía door muziekjournalisten geselecteerd voor de World Music Charts Europe. In december 2010 stond Guía op 4 in deze lijst.

## Prijzen en nominaties
- Amália Rodrigues Award in de categorie beste mannelijke fadozanger, 2006[10]
- Nominatie voor Latin Grammy Award in de categorie Best MPB album voor het album Até Pensei Que Fosse Minha, 2017[11]
- Nominatie voor Latin Grammy Award in de categorie beste Portugeestalige song voor Sem Palavras, 2018[12]

## Discografie
- O mesmo Fado (2002)
- Por meu Cante (2004)
- Outro Sentido (2007)
- Guia (2010)
- Quinto (2012)
- Lisboa 22:38 - Ao Vivo no Coliseu (2013)
- Rua Da Emenda (2014)
- Até Pensei Que Fosse Minha (2016)
- Do Avesso (2018)
- Voz e Violão (2021)
- Cidade (2023)